# جوناثان مندوزا
جوناثان مندوزا (بالإنجليزية: Jonathan Mendoza)‏ (26 يناير 1990 بكولومبيا - ) هو لاعب كرة قدم أمريكي في مركز الوسط. لعب مع Rochester Rhinos ‏ وOrlando City SC (2010–2014) ‏ وOrlando City B ‏ وOrlando City U-23 ‏.

## وصلات خارجية
- جوناثان مندوزا على موقع قاعدة بيانات كرة القدم.إي يو (الإنجليزية)
- جوناثان مندوزا على موقع Soccerway.com (الإنجليزية)